# جيمستاون (تينيسي)
جيمستاون (بالإنجليزية: Jamestown, Tennessee)‏ هي مدينة تقع بولاية تينيسي في وسط شرق الولايات المتحدة. تأسست عام 1823، تبلغ مساحة هذه المدينة 7.5 (كم²)، وترتفع عن سطح البحر 524 م، بلغ عدد سكانها 1959 نسمة في عام 2010 حسب إحصاء مكتب تعداد الولايات المتحدة وتصل الكثافة السكانية فيها 261.2 نسمة/كم2.

## التركيبة السكانية
حدّد مكتب تعداد الولايات المتحدة بيانات التركيبة السكانية لجيمستاون في تعداد الولايات المتحدة. في ما يلي، التركيبة السكانية حسب تعدادي 2000 و2010.

### تعداد عام 2000
بلغ عدد سكان جيمستاون 1,839 نسمة بحسب تعداد عام 2000، وبلغ عدد الأسر 881 أسرة وعدد العائلات 447 عائلة مقيمة في المدينة. في حين سجلت الكثافة السكانية 241.7 نسمة لكل كيلومتر مربع (626.0/ميل2). وبلغ عدد الوحدات السكنية 1,007 وحدة بمتوسط كثافة قدره 132.3 لكل كيلومتر مربع (342.7/ميل2).
وتوزع التركيب العرقي للمدينة بنسبة 98.42% من البيض و0.71% من الأمريكيين الأفارقة و0.05% من الأمريكيين ذوي الأصول الآسيوية و0.05% من الأعراق الأخرى و0.76% من عرقين مختلطين أو أكثر و0.98% من الهسبانيون أو اللاتينيون من أي عرق.
بلغ عدد الأسر 881 أسرة كانت نسبة 23.7% منها لديها أطفال تحت سن الثامنة عشر تعيش معهم، وبلغت نسبة الأزواج القاطنين مع بعضهم البعض 30.6% من أصل المجموع الكلي للأسر، ونسبة 17.1% من الأسر كان لديها معيلات من الإناث دون وجود شريك،  بينما كانت نسبة 3% من الأسر لديها معيلون من الذكور دون وجود شريكة وكانت نسبة 49.3% من غير العائلات. تألفت نسبة 47.8% من أصل جميع الأسر من عدة أفراد يعيشون في نفس المنزل ونسبة 21.5% كانت تتألف من شخص يعيش بمفرده يبلغ من العمر 65 عاماً أو أكثر. وبلغ متوسط حجم الأسرة المعيشية 1.91، أما متوسط حجم العائلات فبلغ 2.70.
بلغ العمر الوسطي للسكان 43.9 عاماً. وكانت نسبة 17.9% من القاطنين تحت سن الثامنة عشر، وكانت نسبة 9.3% بين الثامنة عشر والرابعة والعشرين عاماً، ونسبة 23.3% كانت واقعةً في الفئة العمرية ما بين الخامسة والعشرين والرابعة والأربعين عاماً، ونسبة 22.7% كانت ما بين الخامسة والأربعين والرابعة والستين، ونسبة 18.5% كانت ضمن فئة الخامسة والستين عاماً فما فوق. يوجد لكل 100 أنثى 77.8 ذكر، ويوجد لكل 100 أنثى في الثامنة عشر من عمرها فما فوق 71.6 ذكر.
بلغ متوسط دخل الأسرة في المدينة 12,136 دولارًا، أما متوسط دخل العائلة فبلغ 18,714 دولارًا. وكان متوسط دخل الذكور 23,750 دولارًا مقابل 16,094 دولارًا للإناث. وسجل دخل الفرد الخاص بالمدينة 11,135 دولارًا. وكانت نسبة 28.9% من العائلات ونسبة 35.6% من السكان تحت خط الفقر، وكان من هؤلاء نسبة 44.8% تحت سن الثامنة عشر ونسبة 27.6% في الخامسة والستين من العمر وما فوق.

### تعداد عام 2010
بلغ عدد سكان جيمستاون 1,959 نسمة بحسب تعداد عام 2010، وبلغ عدد الأسر 872 أسرة وعدد العائلات 441 عائلة مقيمة في المدينة. في حين سجلت الكثافة السكانية 257.4 نسمة لكل كيلومتر مربع (666.7/ميل2). وبلغ عدد الوحدات السكنية 1,010 وحدة بمتوسط كثافة قدره 132.7 لكل كيلومتر مربع (343.7/ميل2).
وتوزع التركيب العرقي للمدينة بنسبة 96.63% من البيض و0.10% من الأمريكيين الأفارقة و0.71% من الأمريكيين الأصليين و1.02% من الأعراق الأخرى و1.53% من عرقين مختلطين أو أكثر و2.71% من الهسبانيون أو اللاتينيون من أي عرق.
بلغ عدد الأسر 872 أسرة كانت نسبة 29.4% منها لديها أطفال تحت سن الثامنة عشر تعيش معهم، وبلغت نسبة الأزواج القاطنين مع بعضهم البعض 27.1% من أصل المجموع الكلي للأسر، ونسبة 18.6% من الأسر كان لديها معيلات من الإناث دون وجود شريك،  بينما كانت نسبة 4.9% من الأسر لديها معيلون من الذكور دون وجود شريكة وكانت نسبة 49.4% من غير العائلات. تألفت نسبة 43.6% من أصل جميع الأسر من عدة أفراد يعيشون في نفس المنزل ونسبة 19% كانت تتألف من شخص يعيش بمفرده يبلغ من العمر 65 عاماً أو أكثر. وبلغ متوسط حجم الأسرة المعيشية 2.10، أما متوسط حجم العائلات فبلغ 2.90.
بلغ العمر الوسطي للسكان 41.4 عاماً. وكانت نسبة 23.3% من القاطنين تحت سن الثامنة عشر، وكانت نسبة 8.8% بين الثامنة عشر والرابعة والعشرين عاماً، ونسبة 22.2% كانت واقعةً في الفئة العمرية ما بين الخامسة والعشرين والرابعة والأربعين عاماً، ونسبة 25.2% كانت ما بين الخامسة والأربعين والرابعة والستين، ونسبة 20.5% كانت ضمن فئة الخامسة والستين عاماً فما فوق. وتوزع التركيب الجنسي للسكان بنسبة 45.2% ذكور و54.8% إناث.

## أعلام
- روجر كي. كراوتش
- إيرل ويب

## وصلات خارجية
- The US50 - Cities and Towns in Tennessee State